# Retrato de Clemente VII
El Retrato de Clemente VII es un óleo sobre lienzo de 145 × 100 cm de Sebastiano del Piombo ejecutado en 1526 y conservado en el Museo Nacional de Capodimonte de Nápoles.

## Historia
Una primera referencia a la obra se remonta a 1531 gracias a una carta del mismo Sebastiano del Piombo a Miguel Ángel, en la que hace referencia a dos retratos realizados del papa Clemente VII, anteriores al Saco de Roma, tanto que el papa aparece sin barba, que en cambio decidirá dejarse crecer, por un voto, solo después del acontecimiento de 1527.
Las dos pinturas son luego citadas por Vasari en su Vite, registrando que una se encontraba en las colecciones del obispo de Vaison, mientras la otra, de "tamaño mucho mayor, que llega hasta las rodillas y sentado", permanecía en el taller del Piombo en Roma, donde continuará hasta después de la muerte del pintor, en 1547, cuando fue inventariado y adquirido por Fulvio Orsini, banquero de la casa Farnesio, para su colección de arte. En 1600 el lienzo, así como el resto de la colección, pasó por legado testamentario a la colección Farnesio del cardenal Eduardo, siguiendo así el "proceso" habitual que involucró a todas las obras farnesinas de Roma: primero se exhibió en el palacio familiar situado cerca del campo de' Fiori, luego fue trasladada a las colecciones emilianas de Parma, en el palacio del Giardino, donde está registrada en 1662 como retrato de Alejandro VI, para luego confluir en los inventarios de la nueva Galería ducal del palacio della Pilotta.
En 1734 el lienzo así como toda la colección Farnesio, pasó en herencia a Isabel, última descendiente de la familia, que la transfirió por sucesión a su hijo Carlos de Borbón, rey de Nápoles, donde se encontraban las colecciones emilianas y romanas. En este contexto el retratado asumió la identificación de Paulo III. Durante la República napolitana de 1799 el cuadro fue robado por las tropas francesas y encontrado por el emisario de Fernando IV de Borbón, Domenico Venuti, en Roma al año siguiente. De vuelta en Nápoles el lienzo fue primero expuesto en el palacio Francavilla, luego en el de los Regi Studi, con la identificación del retratado de nuevo erróneamente como Alejandro VI. A principios del siglo XX, gracias a estudios iconográficos, se identificó definitivamente al sujeto retratado en el lienzo: el papa Clemente VII.

## Descripción y estilo

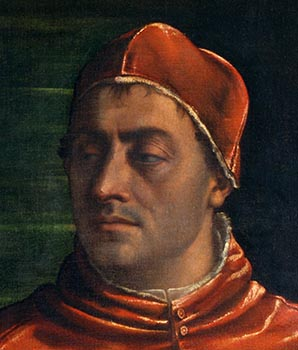
Detalle.

El retrato sigue el esquema que se convertirá en clásico para este tipo de composición, adoptado de Rafael en su Retrato de Julio II en la National Gallery de Londres. La pose oblicua, sedente y con el encuadre hasta la rodilla, con expresión orgullosa y severa, dejan entrever el carácter fuerte y resolutivo del pontífice. Entre las mayores expresiones artísticas de Sebastiano del Piombo, la obra resulta ser también un importante testimonio histórico, en cuanto que representa al papa imberbe, así pues en un momento anterior al voto hecho tras el Saco de Roma de 1527, a partir del cual el papa decidió dejarse crecer el vello facial (los retratos posteriores, hasta la muerte del pontífice en 1537, lo representan siempre con la característica barba larga).
El estilo de la composición es prácticamente en línea con otras dos obras contemporáneas, el Retrato de Anton Francesco degli Albizi en Houston, que en los documentos históricos conservados consta que a Miguel Ángel le gustó menos que el retrato papal, y el de Andrea Doria en la Galería Doria Pamphili de Roma. Una versión de cinco años después, con el papa retratado con barba, se encuentra en el Museo Getty de Los Ángeles, mientras en el Museo de Capodimonte de Nápoles se conserva el que muy probablemente sea el prototipo del rostro, ejecutado con la técnica del óleo sobre pizarra, soporte no inusual en el catálogo del Piombo.
Sobre el reverso del retrato "sin barba" de Capodimonte aparece el sello en cera lacada gris (identificativa de las obras provenientes de Roma, mientras las marcadas con cera lacada roja eran las procedentes de las colecciones emilianas) con el lirio emblema heráldico de los Farnesio y el número de inventario 124.

## Las otras versiones

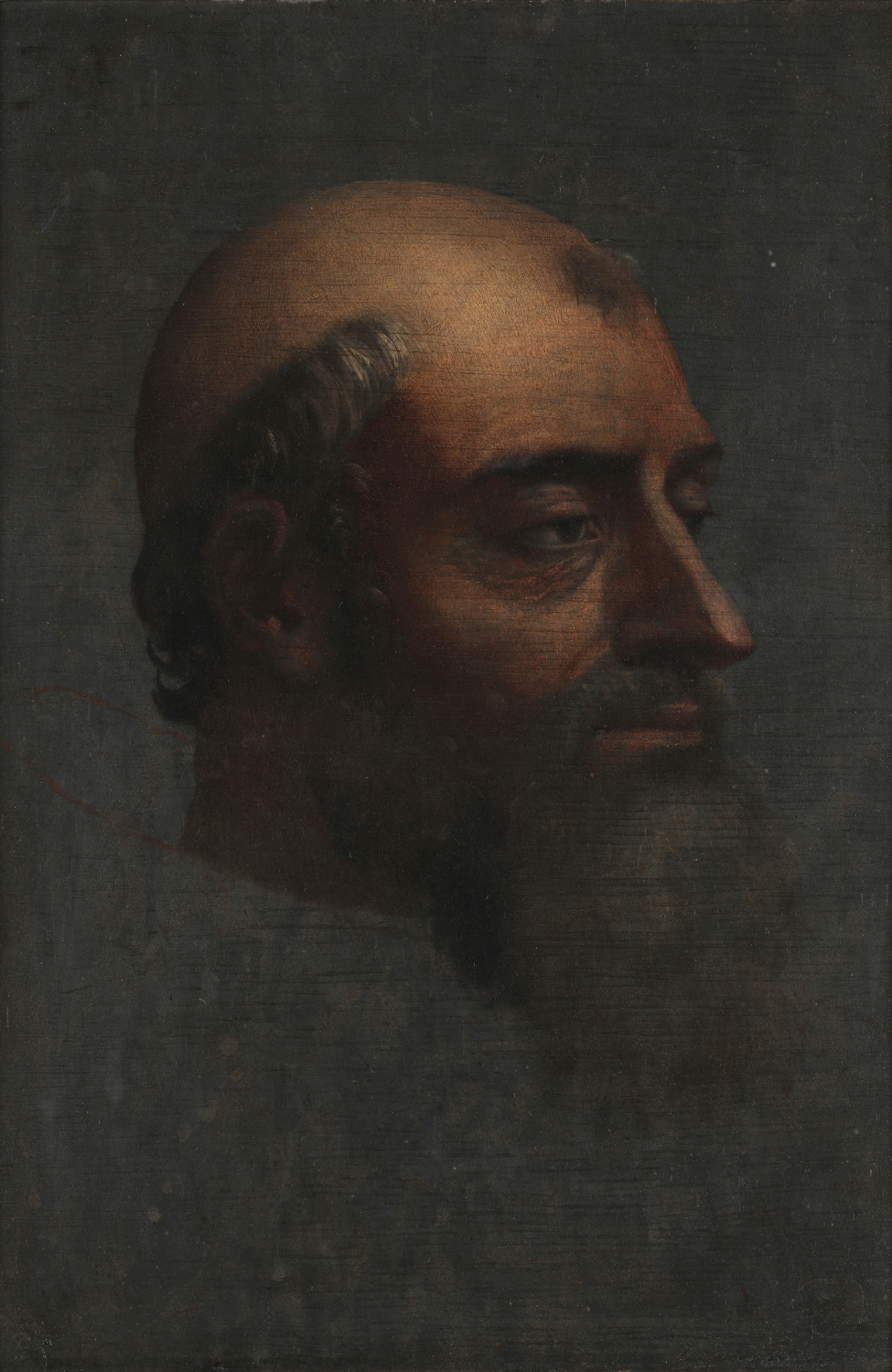
Retrato de Clemente VII con barba (1531 ca.) - Museo de Capodimonte, Nápoles.
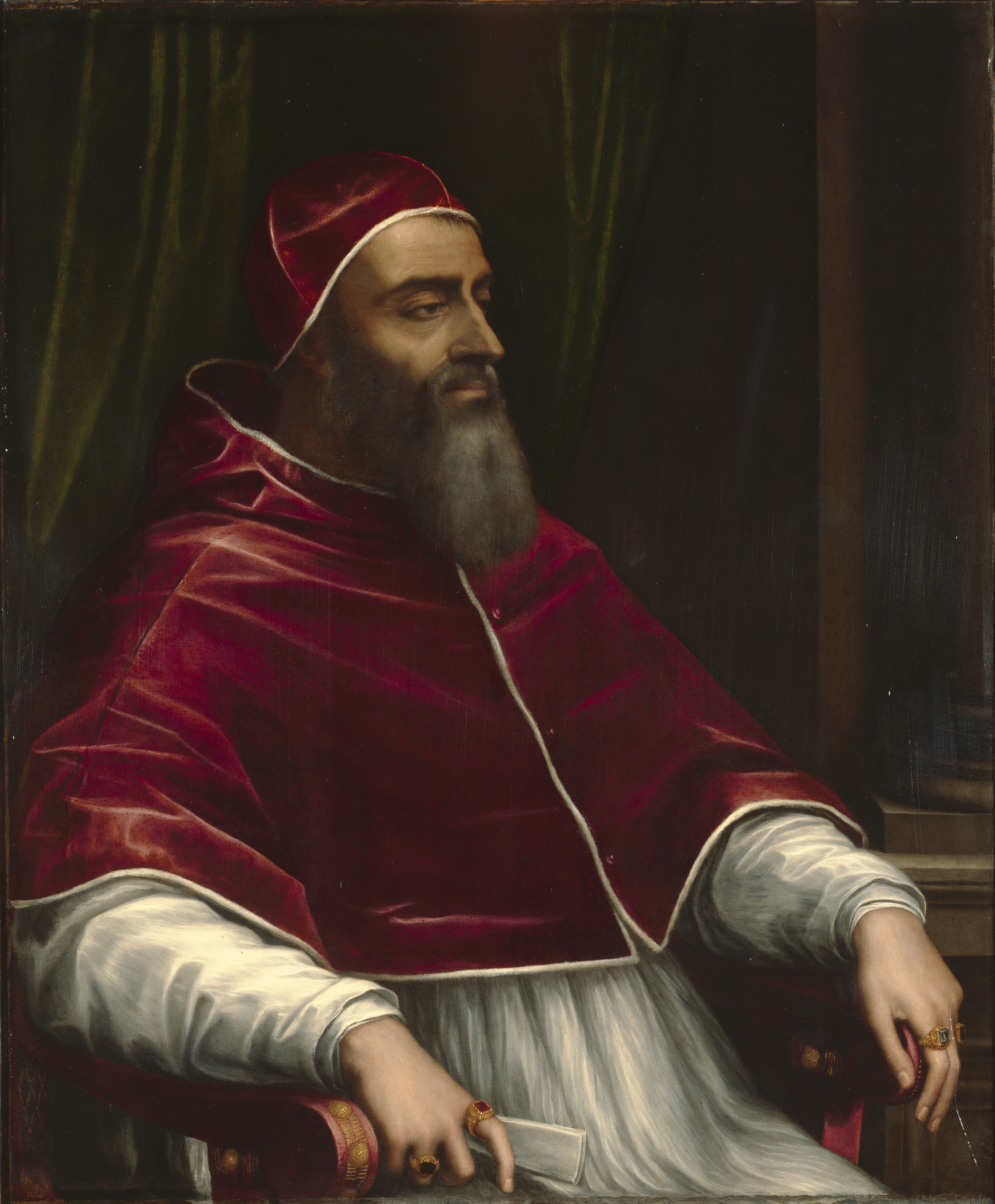
Retrato de Clemente VII con barba (1531 ca.) - Museo Getty, Los Ángeles.